# Gunbatsu
Las Facciones Militares (軍閥, Gunbatsu) es un término del idioma japonés que tiene dos significados separados. Se utiliza para referirse al ejército japonés en general, cuando compitió contra el liderazgo civil por el control de la política interna y externa del gobierno en el Imperio del Japón anterior a la Segunda Guerra Mundial. También se utiliza para referirse a facciones políticas o camarillas dentro del propio ejército japonés. El término entró en uso común en el período Taishō (1912-1926).

## Gunbatsuen términos de política nacional
Desde la formación del Ejército Imperial Japonés y la Armada Imperial Japonesa después de la Restauración Meiji, los militares tuvieron una influencia muy fuerte sobre el gobierno civil. El primer gobierno Meiji veía a Japón amenazado por el imperialismo occidental, y una de las principales motivaciones de la política Fukoku Kyohei era fortalecer las bases económicas e industriales de Japón, de modo que se pudiera construir un ejército fuerte para defender a Japón de las potencias externas. Casi todos los líderes en el ejército eran exsamurái o descendientes de samurái, y compartían un conjunto común de valores y perspectivas.
Un factor importante en el poder político de los militares fue su completa libertad del control civil, como lo garantiza la Constitución Meiji. En 1878, el Ejército Imperial Japonés estableció la oficina del Estado Mayor del Ejército Imperial Japonés, siguiendo el modelo del Estado Mayor Prusiano. Esta oficina era independiente e igual (y luego superior) al Ministerio de la Guerra de Japón en términos de autoridad. La Armada Imperial Japonesa pronto siguió con el Estado Mayor General de la Armada Imperial Japonesa. Estas oficinas del Estado Mayor fueron responsables de la planificación y ejecución de las operaciones militares, e informaban directamente al emperador. Como los Jefes del Estado Mayor no eran ministros del gabinete, no informaban al primer ministro de Japón y, por lo tanto, eran completamente independientes de la supervisión o el control civil.
El Ejército y la Armada también tuvieron una opinión decisiva sobre la formación (y la supervivencia de) cualquier gabinete civil. Dado que la ley requería que los puestos de ministro del Ejército y ministro de la Marina fueran ocupados por oficiales en servicio activo designados por sus respectivos servicios, y dado que la ley también requería que el primer ministro renunciara si no podía ocupar todos los puestos de su gabinete, tanto el Ejército y la Marina tuvo la última palabra sobre la formación de un gobierno, y podría derrocar al gabinete en cualquier momento retirando a su ministro y negándose a nominar a un sucesor. En realidad, esta táctica se usó solo una vez (irónicamente para evitar que el general Kazushige Ugaki se convirtiera en primer ministro en 1937), la amenaza siempre surgió cuando los militares hicieron demandas al liderazgo civil.
Entre 1885 y 1945, generales y almirantes ocuparon 15 de los 30 cargos de primer ministro y 115 de los 404 puestos del gabinete civil. Los militares también tenían una amplia base de poder político a través de la Asociación Imperial de Reservistas Militares y otras organizaciones políticas, incluidos los partidos políticos nacionalistas y las sociedades secretas.

## Gunbatsuen términos de problemas internos dentro del ejército
Desde el momento de su formación después de la Restauración Meiji, el ejército japonés estuvo dividido en numerosas facciones internas.

### Hambatsu
Uno de los problemas más serios que enfrentaron los militares japoneses fue la rivalidad entre servicios creada por los sentimientos feudales residuales. La clase de oficiales del Ejército estaba dominada por hombres del antiguo Dominio de Chōshū, y la Armada también estaba dominada por hombres del antiguo Dominio de Satsuma. Esto creó dos problemas principales: Chōshū y Satsuma fueron históricamente enemigos, y su enemistad tradicional se reflejó en la rivalidad y la falta de cooperación entre las dos ramas principales del ejército japonés. Además, con la clase de oficiales superiores dominada por hombres que no dudaban en usar el nepotismo y el favoritismo, a los jóvenes oficiales prometedores de otras partes de Japón se les negó la promoción y sus habilidades e ideas no fueron atendidas. Esto creó un tremendo resentimiento, incluso condujo a la formación de una sociedad secreta (Sociedad de la Doble Hoja) cuyo objetivo declarado era romper el dominio de Chōshū en el Ejército. No fue sino hasta el período Taishō que los graduados del Academia de Guerra del Ejército y la Academia del Ejército Imperial Japonés comenzaron a socavar el control de Chōshū sobre el liderazgo del Ejército.

### Tratado naval de Washington
La Armada Imperial Japonesa fue un poco más abierta que el Ejército en términos de promoción de personal superior calificado. Sin embargo, el principal problema político dentro de la Armada se centró en el Tratado naval de Washington de 1923, que dividió a la Armada en el medio en términos de la Facción del Tratado pro-Tratado y la Facción de la Flota anti-Tratado.

### Faccionalismo político
Así como el Ejército superó los problemas con el feudalismo residual, comenzaron a surgir problemas entre camarillas rivales de oficiales que afirmaban representar la "verdadera voluntad" del Emperador. En términos básicos, estas camarillas cayeron bajo la Facción del Camino Imperial con muchos activistas jóvenes que apoyaban firmemente la estrategia del Hokushin-ron de un ataque preventivo contra la Unión Soviética y la Facción de Control opuesta, que buscaba imponer una mayor disciplina sobre el Ejército y guerra con China como un imperativo estratégico. Fundamental para ambas facciones, era la creencia común de que la defensa nacional debe fortalecerse mediante una reforma de la política nacional. Ambas facciones adoptaron algunas ideas de filosofías políticas totalitarias, fascistas y socialistas estatales, y propugnaron un fuerte escepticismo para la política de los partidos políticos y la democracia representativa. Sin embargo, en lugar del enfoque de confrontación de la Facción del Camino Imperial, que quería provocar una revolución (la Restauración Shōwa), la Facción de Control previó que una guerra futura sería una guerra total y requeriría la cooperación de la burocracia y el zaibatsu para maximizar la capacidad industrial y militar de Japón. Aunque la Facción de Control emergió dominante después del Incidente del 26 de febrero de 1936, elementos de ambas facciones continuaron dominando la política del Ejército hasta la rendición de Japón y la abolición del ejército japonés en 1945.